# (7072) Beijingdaxue
(7072) Beijingdaxue est un astéroïde de la ceinture principale.

## Description
(7072) Beijingdaxue est un astéroïde de la ceinture principale. Il fut découvert le 3 février 1996 à la station de Xinglong par le programme Beijing Schmidt CCD Asteroid Program. Il présente une orbite caractérisée par un demi-grand axe de 2,42 UA, une excentricité de 0,15 et une inclinaison de 0,1° par rapport à l'écliptique.

## Compléments